# Fabijan Cipot
Fabijan Cipot, slovenski nogometaš, * 25. avgust 1976, Murska Sobota.
Cipot je večji del kariere igral v slovenski ligi za klube Mura, Maribor, Nafta Lendava, Rudar Velenje in Mura 05. Skupno je v prvi slovenski ligi odigral 314 prvenstvenih tekem in dosegel 41 golov. Ob tem je igral še v katarski in švicarski ligi. 
Za slovensko reprezentanco je med letoma 1999 in 2007 odigral 26 uradnih tekem.
Tudi njegova sinova Kai in Tio sta nogometaša.